# 1921年鉄道法
1921年鉄道法（1921ねんてつどうほう、英語: Railways Act 1921）、あるいはグループ化法 (グループかほう、Grouping Act) は、デビッド・ロイド・ジョージ政権時代のイギリス政府が制定した法律で、当時のイギリスに存在した120あまりの鉄道会社の多くが出していた損失を止め、鉄道会社同士の競争を減らし、1914年から1918年までの第一次世界大戦の期間中とその後の時期に政府が鉄道を管理していたことによって得られていた利益の一部を保持し続けるためのものである。正式名は「鉄道網の再編成とさらなる規制を行い、鉄道網の所有に関連して発生する責任を免除し、その他鉄道に関連する法律を修正し、運賃諮問委員会の任期を延長する法律」(An Act to provide for the reorganisation and further regulation of Railways and the discharge of liabilities arising in connection with the possession of Railways, and otherwise to amend the Law relating to Railways, and to extend the duration of the Rates Advisory Committee) である。

## 背景
イギリスの鉄道網は、大小100以上の鉄道会社から構成されており、典型的には一地域のみを営業しており、またお互いに競争をしていた。イースト・ミッドランズにおいて並行していた鉄道網や、サウス・イースタン鉄道とロンドン・ブライトン・アンド・サウス・コースト鉄道のヘイスティングスにおける対立関係などは、そうした地域的な鉄道会社の対立の例であった。
第一次世界大戦中、鉄道網は政府の管理下に置かれ、1921年までそれが継続された。完全な国有化も検討され、1921年の法律はしばしばその前段となるものだと考えられているが、この考えは拒否された。国有化は結果的に、第二次世界大戦後に1947年運輸法によって実施された。
最終的な法律は、1920年6月に発行された白書「グレートブリテン島における運輸企業の将来的な構成に向けた提案の概要とその国家との関係」の提案におおむね沿ったものとなった。

## 法律の目的
法案に関する検討後、当初は独立したグループになる予定であったスコットランドの鉄道会社は、イングランドとスコットランドを結ぶ3つの幹線のそれぞれを全線に渡って1つの会社に収めるために、ミッドランド/ノース・ウェスタングループとイースタングループにそれぞれ含めることにされた。ウェスト・コースト本線とミッドランド本線が前者のグループに、イースト・コースト本線が後者のグループに含まれることになった。
1921年鉄道法の冒頭では以下のように述べている。

グレートブリテン島における鉄道網の再編成とより効率的で経済的な運営を目的として、この法律の規定するところに基づき鉄道網はグループに編成されるものとし、各グループの主な鉄道会社は合併し、その他の会社はこの法律の方式によって吸収されるものとする。

この法律は1923年1月1日に発効した。その時点までに、一部はその前年から、ほとんどの合併は既に実行されていた。レールウェイ・マガジン誌の1923年2月号では、新しい会社を「新鉄道時代のビッグ・フォー」と呼んだ。
ビッグ・フォー（四大鉄道会社）は、以下のとおりである。
- ロンドン・ミッドランド・アンド・スコティッシュ鉄道 (LMS)
- グレート・ウェスタン鉄道 (GWR)
- ロンドン・アンド・ノース・イースタン鉄道 (LNER)
- サザン鉄道 (SR)

## この法律から除外された路線
ビッグ・フォーに含まれずに残った路線も多かった。そうした鉄道路線としてはそれまで、そして法律以降もジョイント鉄道（共同運営の鉄道）だったものがある。例としては、東イングランドでロンドン・ミッドランド・アンド・スコティッシュ鉄道とロンドン・アンド・ノース・イースタン鉄道の間で運行していたミッドランド・アンド・グレート・ノーザン・ジョイント鉄道の例があり、路線距離の点でそうしたジョイント鉄道の中で最大であった。旅客と貨物の輸送量の点で最大であったのはランカシャーとチェシャーのチェシャー線委員会で、これもまたLMSとLNERによる運営であった。3番目に大きなジョイント路線は南西イングランドのLMSとSRの間で運行していたサマーセット・アンド・ドーセット・ジョイント鉄道で、おそらくもっとも有名なジョイント鉄道である。
メトロポリタン鉄道のような、ロンドンの都市鉄道会社も除外された。
他に除外された鉄道としては、1896年軽便鉄道法で認可された軽便鉄道や、それに類する路線がある。しかしそうした路線でも、合併に参加することを選択したものもある。独立を保った路線は主に、ホルマン・フレッド・ステファンの影響を受けていた会社で、合併からの除外を確保する上で彼が助けとなった。